# Aguaruna
Aguaruna è l'esonimo che indica gli awajún, un gruppo etnico stanziatosi lungo il corso superiore del fiume Marañón, nel nord del Perù e al confine con l'Ecuador. Questo popolo è imparentato con gli shuar e gli achuar ecuadoriani e con i huambisa (detti anche wambisa o wampi) peruviani. I principali mezzi di sussistenza di questa etnia sono l'orticoltura tropicale, la caccia e la pesca.
Secondo un censimento del governo peruviano del 2017, circa 38 000 persone si identificavano come aguaruna.

## Descrizione
Gli aguaruna vivono nelle regioni settentrionali del Perù, come San Martín, Loreto e Amazonas, lungo i fiumi Marañón, Nieva, Cenepa, Santiago e Mayo. Ogni comunità è un gruppo patrilineare politicamente indipendente e vive in abitati fatti di case di paglia lunghe circa 24 m e larghe circa 12 m.
Le tradizionali attività di sussistenza degli aguaruna sono l'orticoltura di manioca dolce e platani, la caccia e la pesca. A queste si aggiugono pratiche più moderne, come la coltura del cotone, del tabacco, della gomma e di altri raccolti. A differenza di altre tribù a loro vicine, gli aguaruna occupano le medesime terre in cui vivevano prima della conquista spagnola.

## Storia
Nei secoli XV e XVI gli aguaruna resistettero alle incursioni inca, il ché plasmò in loro un'ottima tradizione bellica, soprattutto dopo l'arrivo di Francisco Pizarro negli anni '30 del Cinquecento. Nel 1549 vennero sconfitti dagli spagnoli, poi vennero ulteriormente minacciati dalla spedizione guidata da Juan de Salinas negli anni '50 del Cinquecento. Nel 1600 persero definitivamente tutto e la loro società andò in declino.
Nel Settecento e nell'Ottocento i gesuiti e i francescani tentarono invano di evangelizzare l'area. Nei primi decenni del Novecento gli aguaruna furono protagonisti di alcuni attacchi nei confronti delle comunità bianche, da loro ritenute pericolose. Negli anni '80 si attestavano 27 000 aguaruna, molti dei quali parlavano ancora la loro lingua madre, nonostante fosse in aumento la conoscenza del quechua e dello spagnolo. Gli aguaruna mantengono ancora una forte identità tribale, nonostante i contatti con le scuole peruviane e con i missionari protestanti.